# Polana Mniszkowska
Polana Mniszkowska – przełęcz na wysokości 711 m n.p.m., w południowo-zachodniej Polsce, w Sudetach Zachodnich, w Rudawach Janowickich.

## Położenie
Przełęcz położona jest w północnej części Rudaw Janowickich, na północ od wzniesienia Wołek i około 0,8 km na południowy zachód od granic miejscowości Mniszków.

## Fizjografia
Mniej ważna przełęcz górska położona między masywem Wołka (878 m n.p.m.), a odchodzącym na północny zachód Zamkowym Grzbietem. Przełęcz stanowi wyraźne, rozległe, głęboko wcięte obniżenie, o łagodnych zboczach i nieco łagodniejszych podejściach, wcinające się, między wzniesienia Mały Wołek po południowo-wschodniej stronie i Miedziane Skały po stronie północno-zachodniej. Otoczenie przełęczy stanowią lasy. Od północnego wschodu rozciąga się rozległa polana, którą porasta górska łąka z ciekawą roślinnością o nazwie 'Polana Mniszkowska. Od niej prawdopodobnie nazwa została przeniesiona na przełęcz. Przełęcz stanowi punkt widokowy, z którego roztacza się panorama Rudaw Janowickich i Gór Ołowianych.

## Ochrona przyrody
Przełęcz położona jest w Rudawskim Parku Krajobrazowym.

## Inne
Na przełęczy znajduje się węzeł szlaków turystycznych i skrzyżowanie drogi leśnej z drogą prowadzącą z Janowic Wielkich do Mniszkowa.